# Kärnbo socken
Kärnbo socken i Södermanland ingick i Selebo härad och är sedan 1971 en del av Strängnäs kommun, från 2016 inom Mariefreds distrikt.
Socknens areal är 44,87 kvadratkilometer, varav 43,17 land. År 1950 fanns här 612 invånare. Gripsholms slott, stationen Läggesta samt Kärnbo kyrkoruin ligger i socknen. Sockenkyrkan hade sedan 1624 varit Mariefreds kyrka som var delad med Mariefreds stad och ligger i staden.

## Administrativ historik
Kärnbo socken har medeltida ursprung. 1605 utbröts Mariefreds stad och Mariefreds församling.
Vid kommunreformen 1862 övergick socknens ansvar för de kyrkliga frågorna till Kärnbo församling och för de borgerliga frågorna till Kärnbo landskommun. Landskommunen inkorporerades 1952 i Mariefreds stad som 1971 uppgick i Strängnäs kommun. Församlingen uppgick 1967 i Mariefreds församling.
1 januari 2016 inrättades distriktet Mariefred, med samma omfattning som Mariefreds församling hade 1999/2000 och fick 1967, och vari detta sockenområde ingår.
Socknen har tillhört län, fögderier, tingslag och domsagor enligt vad som beskrivs i artikeln Selebo härad. De indelta soldaterna tillhörde Södermanlands regemente, Gripsholms kompani.

## Geografi

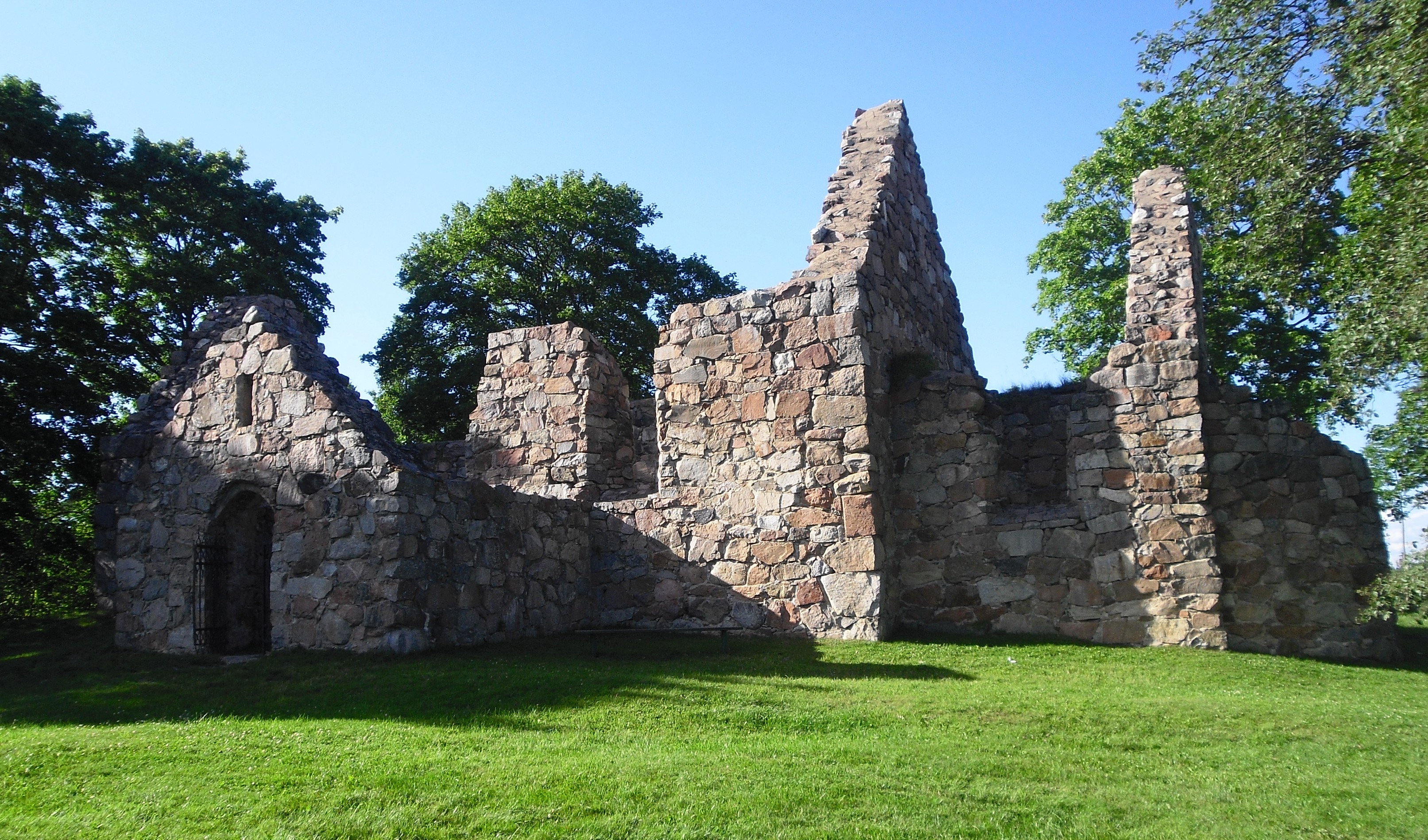
Kärnbo kyrkoruin

Kärnbo socken ligger kring innersta Gripsholmsviken omkring Mariefred. Socknen är en kuperad skogsbygd med odlingsbygd vid Mälaren.
År 1930 hade socknen 1154 hektar åker och 3022 hektar skogs- och hagmark.

## Fornlämningar
Åtta runristningar är kända härifrån.

## Namnet
Namnet (1257 Kirna) innehåller inbyggarbeteckningen bo. Förledens tolkning är oklar.
Enligt beslut den 29 februari 1924 fastställdes socknens namn som Kärnbo. Innan hade jordebokssocknens namn varit Kjermbo.